# エラム語

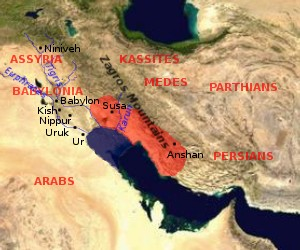
エラム帝国の版図（赤）

エラム語（エラムご）は系統不明の言語で、古代のエラム帝国で紀元前2800年頃から紀元前550年頃に使われ、紀元前6世紀から紀元前4世紀にかけてペルシア帝国の公用語であった。最後のエラム語の文字による記録はアレクサンドロス大王によるアケメネス朝の征服の頃に残されている。現在は死語になっている。

## 歴史
エラム語の歴史は4つの時期に分けられる。
- 古代エラム時代（紀元前1500-2600年）
- 中期エラム時代（紀元前1000年～1500年）
- 新エラム時代（紀元前550年～1000年）
- アケメネス朝時代（紀元前330年～550年）

アケメネス朝時代、エラムは帝国の重要な太守領の一つであり、エラム語が公用語として使用されていた。ダレイオス1世からアルダシール1世の時代にかけて、ペルセポリスの行政文書は粘土板にエラム語で記されていた。これらの粘土板は約3万枚あり、エラムの地理と人々に関する詳細な情報を提供している 。

## エラム文字
数世紀をかけて、3種類のエラム文字が相次いで発展してきた。現在はどの文字も使われていない。
- 原エラム文字

エラム文字のなかで最も古い。紀元前2900年頃にエラムの首都スサで使われたものが最古の記録である。原エラム文字は初期のシュメール文字から発達したと考えられている。原エラム文字には約1,000の文字種があり、一部は表意文字であると考えられている。原エラム文字はまだ解読されていないため、この文字がエラム語を表していたのか、他の言語を表していたのかは不明である。字形は縦長のひし形（ダイヤ型）やアスタリスク、垂直線、垂直線に三角形を追加した形状など幾何学図形から成り立っている。商業目的（取引の記録、家畜の帳簿管理など）に使用した。 
原エラム記数法は非常に複雑で、場合によって多様であった。例えば、人や動物を数えるには10進法が、物体を数えるには60進法が使用された。 
- エラム線文字（英語版）

原エラム文字から派生した音節文字である。紀元前2250年頃から2220年頃の間に使われていたことが知られているが、おそらくそれより以前に発明されたものである。エラム線文字は主にヴァルター・ヒンツ（Walther Hinz）とピエロ・メリッジ（Piero Meriggi）により、部分的にのみ解読されている。エラム線文字は約80の文字をもち、縦書きで、上から下へ書かれ、行は左から右へ並べられる。
ヒンツによれば、エラム語の筆記体テキスト（碑文Aとして知られる）とその逐語訳は次の通りである。
翻字：u ku-ti-ki-šu-ši-na-k zunkik hal-me ka
逐語訳：私（u）、コティック – インシュシナク（ku-ti-ki-šu-ši-na-k）、王（zunkik、一人称単数）、土地の（hal-me ka）
意訳：私、土地の王であるコティック – インシュシナク
翻字：hal-me-ni-ik šu-si-im-ki
逐語訳：総督（hal-me-ni-ik）、スーサの（šu-si-im-ki）
意訳：スーサ総督
- エラム語楔形文字

紀元前2500年頃から紀元前331年にかけて使用された。これはアッカド語の楔形文字を借用したものである。エラム楔形文字は約130文字からなり、他の楔形に比べるとはるかに文字数が少ない。

## 音声
エラム人はアッカド語楔形文字の簡略版を用いて文字を記したが、これは音節文字であったため、彼らの言語の音韻の微妙なニュアンスを反映することができなかった。エラム語には4つの母音（a、i、u、e）と多数の子音があった。ラテンアルファベットの子音を復元したものは以下の通りである。
| p/b |       | t/d |   | k/g |
|     |       | s   | š |     |
|     | w/v/f |     |   | h   |
| m   |       | n   |   |     |
|     |       | l   | r |     |

エラムの書記官たちは子音 d/t、b/p、g/k をあまり区別せず、よく互換的に使用していた。

## 文法

### 語彙生成
エラム語は形容詞言語であり、動詞の語根に音声接尾辞 、特殊な感嘆詞、代名詞接尾辞を付加することで意味を表現した。
名詞と動詞は生物と無生物の二つの性に分けられ、それぞれの性は独自の接尾辞によって特徴づけられた。生物（人間や神）には(k, -t, -r, -p-)、
物、抽象概念、場所には(me, -n, -m, -š-)が用いられた。
例：名詞活用 -sunki（王）
| 人称       | 接尾辞 | 例      | 意味         |
| ---------- | ------ | ------- | ------------ |
| 一人称     | k-     | sunki-k | 私、王       |
| ニ人称     | t-     | sunki-t | あなた、王   |
| 三人称単数 | r-     | sunki-r | 彼、王       |
| 三人称複数 | p-     | sunki-p | 彼ら、王たち |

### 形態論
エラム語には、数字（I、II、III）で示される3種類の活用型がある。I型は動詞に特有で、II型とIII型は分詞に特有である。
最初の活用型（活用I）は、6つの接尾辞（h、-t、-š、-hu、-ht、-hš-）を使った 不定詞または語幹の活用である。
例：kulla（尋ねる）の不定詞活用
| 人称   | 単数    | 複数      |
| ------ | ------- | --------- |
| 一人称 | kulla-h | kulla-hu  |
| ニ人称 | kulla-t | kulla-h-t |
| 三人称 | kulla-š | kulla-h-š |

2つ目の活用型（活用II）は完了分詞で、有性接尾辞（k、-t、-r、-p-）によって形成される。完了分詞は、語根に接尾辞（-k）を付加することで形成される。
例：単語 hutta-k の活用形（語根 hutta（する）＋接尾辞 -k）
| 人称   | 単数      | 複数      |
| ------ | --------- | --------- |
| 一人称 | hutta-k-k | -         |
| 二人称 | hutta-k-t | -         |
| 三人称 | hutta-k-r | hutta-k-p |

3番目の活用型（活用III）は、半過去分詞である。半過去分詞は語根に接尾辞n-を付加することで形成され、その活用は2番目の活用型と同じである。
例：単語 hutta-n の活用（語根 hutta + 接尾辞 n-）
| 人称   | 単数      | 複数      |
| ------ | --------- | --------- |
| 一人称 | hutta-n-k | -         |
| 二人称 | hutta-n-t | -         |
| 三人称 | hutta-n-r | hutta-n-p |

語順はSOV型である。形容詞はNA型で名詞に後置修飾する。
エラム語の文法は二重格 (double case, Suffixaufnahme) と呼ばれる名詞の格の一致を有する。

## 言語の形態論上の分類
エラム語は膠着語であり、その近隣で話されていたセム語族やインドヨーロッパ語族の言語とは近縁関係にない。エラム語はシュメール語と姉妹語であると主張する人もいるが否定の声が根強い。
ロバート・コールドウェルは1913年にベヒストゥーン碑文のエラム語とドラヴィダ語との比較を行い、フェルディナンド・ボルクは1924年にエラム語が現在インドで話されているドラヴィダ語系のブラーフーイー語と関係があるとの説を提唱し、これらの説を継承したデイビッド・マカルピンは言語学的分析を行なっている。
またドラヴィダ語族とウラル語族の間には文法の著しい類似性が存在するため、ウラル語族をエラム・ドラヴィダ語族の姉妹群として位置付けする説もある。